# Омбру
Омбру (фр. Ambrus) насеље је и општина у југозападној Француској у региону Аквитанија, у департману Лот и Гарона која припада префектури Нерак.
По подацима из 2011. године у општини је живело 104 становника, а густина насељености је износила 8,42 становника/km². Општина се простире на површини од 12,35 km². Налази се на средњој надморској висини од 120 метара (максималној 175 m, а минималној 68 m).

## Демографија
| 1962. | 1968. | 1975. | 1982. | 1990. | 1999. | 2011. |
| ----- | ----- | ----- | ----- | ----- | ----- | ----- |
| 76    | 92    | 97    | 81    | 78    | 71    | 104   |

График промене броја становника у току последњих година